# SsangYong Transtar
SsangYong Transtar (кор. 트랜스타) — люксовый автобус междугородного сообщения, сделанный с использованием компонентов автобусов Mercedes-Benz. Доступен в трёх комплектациях: люксовый междугородный автобус, междугородный автобус и туристический автобус. Очень популярен в Южной Корее и на территории бывшего СССР. Название происходит от английских слов transportation и star (рус. транспорт и звезда).

## История
SsangYong начал разработку Transtar в 1987 год Разработка продолжалась в течение трёх лет и общая стоимость её составила 20 миллионов вон.